# Молино (Флорида)
Молино (англ. Molino) — статистически обособленная местность, расположенная в округе Эскамбия (штат Флорида, США) с населением в 1312 человек по статистическим данным переписи 2000 года.

## География
По данным Бюро переписи населения США статистически обособленная местность Молино имеет общую площадь в 18,13 квадратных километров, водных ресурсов в черте населённого пункта не имеется.
Статистически обособленная местность Молино расположена на высоте 11 м над уровнем моря.

## Демография
По данным переписи населения 2000 года в Молино проживало 1312 человек, 356 семей, насчитывалось 468 домашних хозяйств и 504 жилых дома. Средняя плотность населения составляла около 72,37 человек на один квадратный километр. Расовый состав населённого пункта распределился следующим образом: 71,42 % белых, 24,70 % — чёрных или афроамериканцев, 0,61 % — коренных американцев, 0,30 % — азиатов, 2,59 % — представителей смешанных рас, 0,38 % — других народностей. Испаноговорящие составили 0,84 % от всех жителей статистически обособленной местности.
Из 468 домашних хозяйств в 38,0 % воспитывали детей в возрасте до 18 лет, 57,9 % представляли собой совместно проживающие супружеские пары, в 13,7 % семей женщины проживали без мужей, 23,9 % не имели семей. 21,4 % от общего числа семей на момент переписи жили самостоятельно, при этом 10,9 % составили одинокие пожилые люди в возрасте 65 лет и старше. Средний размер домашнего хозяйства составил 2,80 человек, а средний размер семьи — 3,26 человек.
Население статистически обособленной местности по возрастному диапазону по данным переписи 2000 года распределилось следующим образом: 30,2 % — жители младше 18 лет, 6,9 % — между 18 и 24 годами, 29,1 % — от 25 до 44 лет, 21,6 % — от 45 до 64 лет и 12,2 % — в возрасте 65 лет и старше. Средний возраст жителей составил 35 лет. На каждые 100 женщин в Молино приходилось 105,0 мужчин, при этом на каждые сто женщин 18 лет и старше приходилось 94,1 мужчин также старше 18 лет.
Средний доход на одно домашнее хозяйство статистически обособленной местности составил 31 793 доллара США, а средний доход на одну семью — 38 889 долларов. При этом мужчины имели средний доход в 40 550 долларов США в год против 21 438 долларов среднегодового дохода у женщин. Доход на душу населения статистически обособленной местности составил 31 793 доллара в год. 10,7 % от всего числа семей в населённом пункте и 12,7 % от всей численности населения находилось на момент переписи населения за чертой бедности, при этом 19,1 % из них были моложе 18 лет и 10,5 % — в возрасте 65 лет и старше.